# Les Sables-d'Olonne-Agglomération
Les Sables-d’Olonne-Agglomération (LSOA), appelée couramment « Les Sables-Agglo », est une intercommunalité à fiscalité propre française située dans le département de la Vendée et la région des Pays-de-la-Loire.
Elle résulte de la fusion de la communauté de communes des Olonnes et de celle de l’Auzance et de la Vertonne, et du rattachement de Saint-Mathurin, survenus le 1er janvier 2017.

## Historique
Dans le cadre de la loi du 7 août 2015 portant nouvelle organisation territoriale de la République (Notre), le Gouvernement élève à 15 000 habitants le seuil des intercommunalités à fiscalité propre dans le but d’obtenir des territoires plus cohérents, adaptés aux « bassins de vie » et dotés d’une capacité de mutualisation plus importante.
La communauté de communes de l’Auzance et de la Vertonne, dotée de 6 221 habitants au recensement de 2013, était contrainte à s’associer avec une communauté de communes voisine. Dans la région des Sables-d’Olonne, l’idée de former une communauté d’agglomération, déjà esquissée en 2008-2009 à la suite d’une étude,, refait surface après l’adoption de la loi Notre. Pour ce faire, l’adhésion de la commune de Saint-Mathurin au futur ensemble communautaire devenait nécessaire pour atteindre les 50 000 habitants requis pour l’élévation en communauté d’agglomération. Ainsi, le schéma départemental de coopération intercommunale de la Vendée de mars 2016 suggère donc la fusion de la communauté de communes des Olonnes avec celle de l’Auzance et de la Vertonne et le rattachement de Saint-Mathurin.
La communauté d’agglomération est créée par un arrêté préfectoral pris le 12 décembre 2016, avec effet au 1er janvier 2017.
Le 1er janvier 2019,  Château-d'Olonne, Olonne-sur-Mer et Les Sables-d'Olonne fusionnent pour constituer la commune nouvelle des Sables-d'Olonne.

### Identité visuelle
Présenté le 19 décembre 2016, le logotype provisoire de la communauté d’agglomération est utilisé à partir du 1er janvier 2017. Une nouvelle identité visuelle, harmonisée avec celle de la commune des Sables-d’Olonne, est présentée le 7 mars 2017.

Logotype provisoire (hiver 2017).
Logotype (depuis mars 2017).

## Toponymie
La communauté d’agglomération admet une dénomination adoptée en juin 2016 par les sept maires des futures communes membres. Elle consiste en la juxtaposition du toponyme des Sables-d’Olonne, commune qui abrite le siège de la structure, et du terme Agglomération entendu dans un sens plus administratif qu’urbain.

## Territoire communautaire

### Géographie
Située à l'ouest  du département de la Vendée, l'intercommunalité Les Sables-d'Olonne-Agglomération regroupe 5 communes et présente une superficie de 172,1 km2.

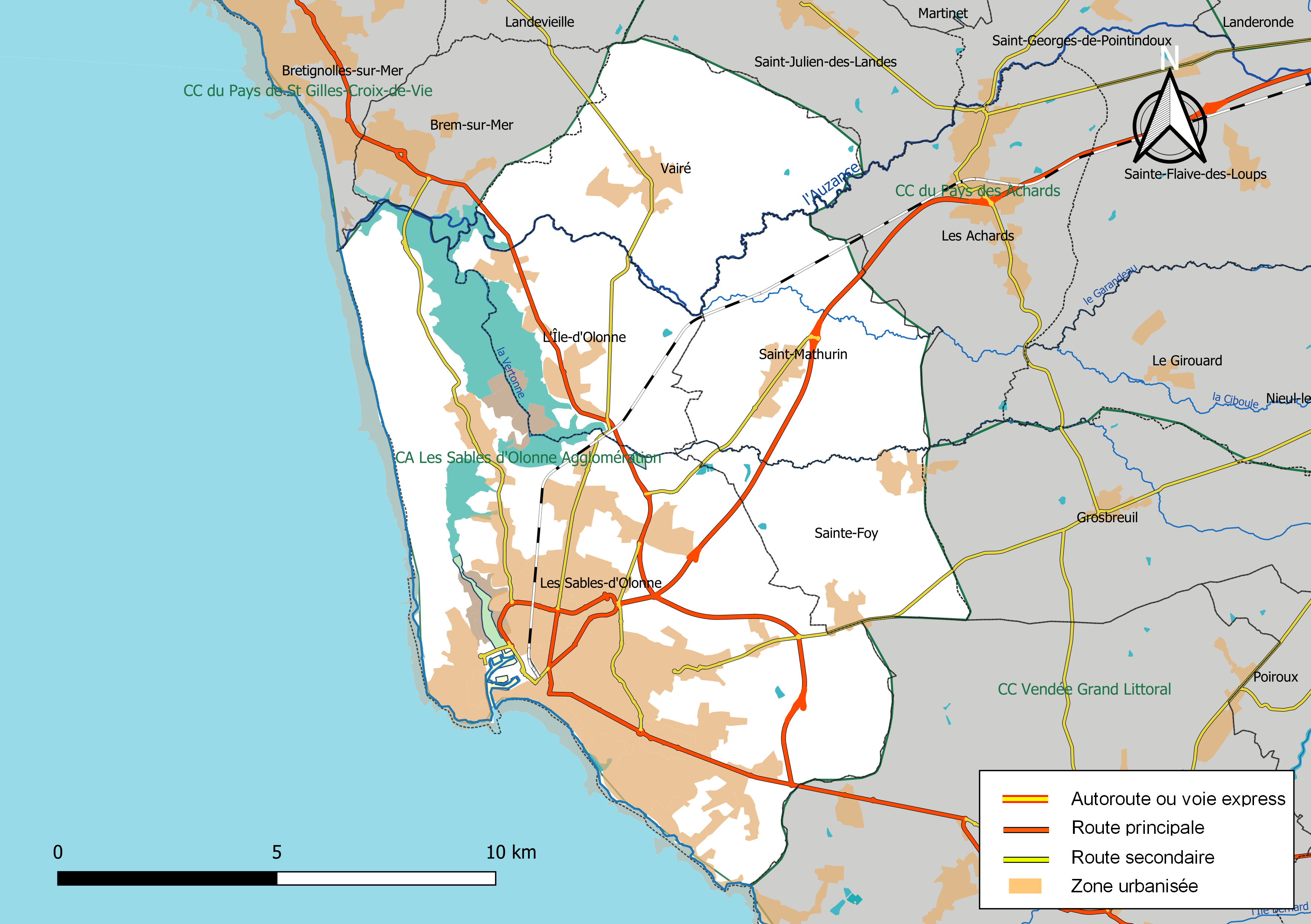
Carte de l'intercommunalité ces Sables-d'Olonne-Agglomération au 1er janvier 2019.

### Composition

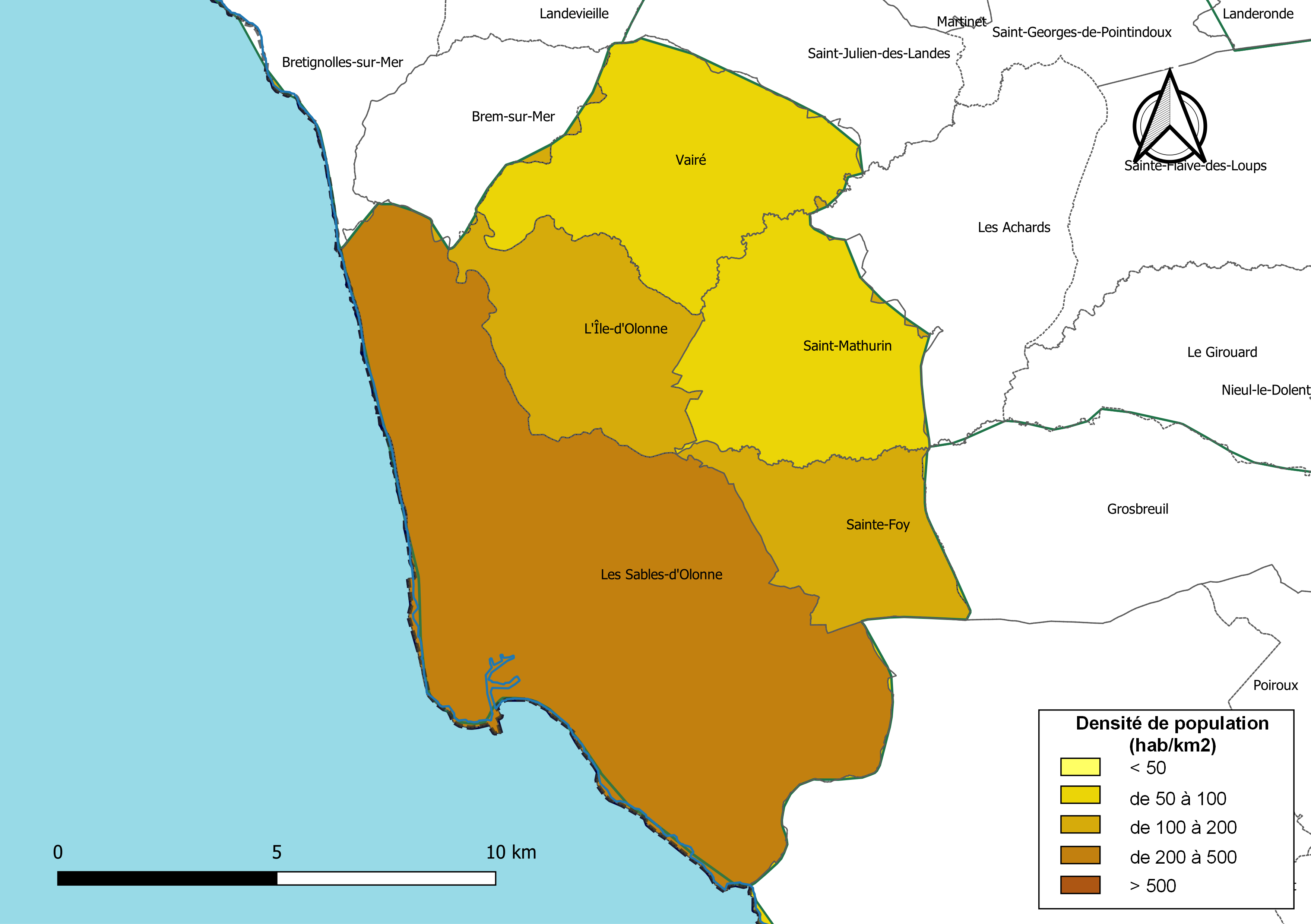
Carte des densités de population (millésimée 2016) des communes de l'intercommunalité Les Sables-d'Olonne-Agglomération. Composition en communes au 1er janvier 2019.

La communauté d'agglomération est composée des 5 communes suivantes :

Limites communales du territoire communautaire.

| Nom                         | Code Insee | Gentilé                                  | Superficie (km2) | Population (dernière pop. légale) | Densité (hab./km2) |
| --------------------------- | ---------- | ---------------------------------------- | ---------------- | --------------------------------- | ------------------ |
| Les Sables-d’Olonne (siège) | 85194      | Sablais Chaumois Olonnais Castelolonnais | 85,66            | 48 740 (2022)                     | 569                |
| L’Île-d’Olonne              | 85112      | Îlais                                    | 19,23            | 2 805 (2022)                      | 146                |
| Sainte-Foy                  | 85214      | Foyens                                   | 15,62            | 2 592 (2022)                      | 166                |
| Saint-Mathurin              | 85250      | Mathurinois                              | 23,51            | 2 443 (2022)                      | 104                |
| Vairé                       | 85298      | Vairéens                                 | 28,12            | 1 951 (2022)                      | 69                 |

### Instances administratives
Dépendant administrativement de l’arrondissement des Sables-d’Olonne, les communes de l’intercommunalité appartiennent aux cantons des Sables-d’Olonne et de Talmont-Saint-Hilaire depuis le 2 avril 2015.

### Démographie
| 1968   | 1975   | 1982   | 1990   | 1999   | 2010   | 2015   | 2021   |
| ------ | ------ | ------ | ------ | ------ | ------ | ------ | ------ |
| 31 215 | 34 025 | 36 225 | 39 711 | 43 935 | 49 540 | 51 234 | 57 953 |

### Économie et infrastructures

#### Transports
L'agglomération dispose, depuis 1991, d'un réseau de transport en commun, exploité par la compagnie Oléane Mobilités. L'agglomération est également desservie par le train (TER Pays de la Loire, TGV Atlantique) via deux gares : Gare des Sables-d'Olonne et Gare des Sables - Olonne-sur-Mer, ainsi que par les airs grâce à Aérodrome des Sables-d'Olonne-Talmont.

#### Culture, sports et tourisme
Sous l’autorité de la communauté d’agglomération, le développement économique est assuré par la société d’économie mixte (SAEM) « Les Sables-d’Olonne Développement ».
Le tourisme, secteur capital dans l’agglomération avec le tourisme balnéaire et la tenue d’événements tels que le Vendée Globe, est l’affaire de la société publique locale (SPL) « Destination Les Sables-d’Olonne ». Cette société gère les bureaux d’information touristique de Château-d’Olonne, d’Olonne-sur-Mer et de L’Île-d’Olonne ainsi que l’office de tourisme des Sables-d’Olonne.

## Administration

### Siège
Le siège des Sables-d’Olonne-Agglomération se confond avec celui de la communauté de communes des Olonnes, situé au 3, avenue Carnot, aux Sables-d’Olonne,.

### Les élus
Le conseil communautaire de la communauté d'agglomération se compose de 40 conseillers, représentant chacune des communes membres et élus pour une durée de six ans.
Ils sont répartis comme suit :
| Nombre de conseillers | Communes                   |
| --------------------- | -------------------------- |
| 20                    | Les Sables-d'Olonne        |
| 6                     | L'Île-d'Olonne             |
| 5                     | Sainte-Foy, Saint-Mathurin |
| 4                     | Vairé                      |

### Présidence
| Période        | Période  | Identité       | Étiquette | Qualité |
| -------------- | -------- | -------------- | --------- | --- |
| 7 janvier 2017 | En cours | Yannick Moreau | LR        | Conseiller municipal d'Olonne-sur-Mer (2008 → 2018) Maire d'Olonne-sur-Mer (2008 → 2015 et 2017 → 2018) Maire des Sables-d'Olonne (2019 → 2025) Député de la Vendée (3e circ.) (2012 → 2017) Démissionnaire |

### Participation à d’autres groupements
En vertu de l’article L5211-41 du Code général des collectivités territoriales, la création de la communauté de communes entraîne la dissolution du syndicat mixte du pays des Olonnes, créé le 2 septembre 1994 sous le nom de « syndicat mixte du canton des Sables-d’Olonne » (neuf compétences d’« environnement et cadre de vie », de « sanitaires et social », de « développement et aménagement économique », de « développement et aménagement social et culturel », d’« aménagement de l’espace », de « développement touristique » et de « logement et habitat »),.
En outre, la nouvelle intercommunalité à fiscalité propre remplace les communautés de communes dissoutes dans d’autres syndicats :
| Groupement | No SIREN    | Type | Création         | Date d’entrée    |
| --- | ----------- | ---- | ---------------- | ---------------- |
| Syndicat départemental d’énergie et d’équipement de la Vendée                                                         | 200 042 489 | SMF  | 29 novembre 2013 | 1er janvier 2017 |
| Syndicat mixte du schéma d’aménagement et de gestion des eaux de l’Auzance, de la Vertonne et des cours d’eau côtiers | 258 503 226 | SMF  | 18 mai 2004      | 1er janvier 2017 |
| Syndicat mixte de lutte contre la Chenille processionnaire du pin                                                     | 258 502 756 | SMO  | 26 janvier 1993  | 1er janvier 2017 |
| Syndicat mixte départemental d’études et de traitement des déchets ménagers et assimilés de la Vendée                 | 258 502 962 | SMF  | 17 juillet 1987  | 1er janvier 2017 |

### Régime fiscal et budget

#### Régime fiscal
Le régime fiscal de la communauté d'agglomération est la fiscalité professionnelle unique (FPU).